# Mosolytervezés
A mosolytervezés olyan digitális eljárás, melynek lényege, hogy a páciens még az előtt láthatja a mosolyt, mielőtt elkezdődne a fogászati kezelés. Így annak a kockázata, hogy nem tetszik vagy nem az archoz, egyéniséghez illő lesz a mosoly, minimális.

## Főbb részei
- Kiindulási fotó készítése a meglévő mosolyról
- A fotó importálása a mosolytervező szoftverbe
- A digitális terv elkészítése a fogorvos és a páciens együttműködésével
- A jóváhagyott fotó alapján elkezdődik a megtervezett mosoly kialakítása

Mosolytervezést Magyarországon ma már számos budapesti és vidéki fogorvosi rendelőben lehet igényelni.

## Tervezőprogramok
Több esztétikai tervezőprogram lelhető fel a piacon. Ezek egyike az innovatív, magyar fejlesztésű Smylist Aesthetic szoftver, mely 2008-ban jelent meg, és melynek megalkotása dr. Csillag Máriához fűződik. Elméletrendszerét forradalminak tartják a fogászat világában: segítségükkel igazán egyedi és harmonikus mosoly alakítható ki, az arc geometriája és a páciens egyedi középvonala alapján az arcizmok, a gnathologiai (állkapocs-ízületi) viszonyok és a testtartás figyelembe vételével.